# Agitator
『Agitator』（アジテーター）は、大槻ケンヂ率いる特撮の3枚目のスタジオ・アルバム。2001年9月27日に徳間ジャパンコミュニケーションズよりリリース。ジャケットイラストは小岐須雅之が担当。

## 解説
- 前作『ヌイグルマー』より約1年後のリリース。
- 初回限定盤には「デス市長」が収録されている。
- 2008年12月10日にリマスタリング盤が発売された。

## 収録曲
特記以外作詞・作曲：大槻ケンヂ　全編曲：特撮
1. ヨギナクサレ
2. 超越人間オーケボーマン
作曲：NARASAKI
3. 人狼天使
作曲：NARASAKI
4. 悪魔巣取金愚
作詞・作曲：高橋照幸
5. 人間以外の俺になれ
作曲：NARASAKI
6. Night Light（Instrumental）
作曲：三柴理
7. ゴスロリちゃん綱渡りから落下す
作曲：NARASAKI
8. 日本の米 2001 (作曲20周年記念)
9. ヤンガリー
作曲：ザ蟹(三柴理×塩野道玄)
映画「怪獣大決戦ヤンガリー」主題歌
10. うさぎ
作曲：NARASAKI
11. 揉み毬
12. 殺神 (Album Mix)
作曲：NARASAKI
13. デス市長
作詞・作曲の記載は無いが、「綿いっぱいの愛を!」収録「デス市長伝説 (当選編!)」の物を記載。
初回限定盤のみ収録。